# Bedagung (Paninggaran)
Bedagung is een bestuurslaag in het regentschap Pekalongan van de provincie Midden-Java, Indonesië. Bedagung telt 800 inwoners (volkstelling 2010).